# الناصرية (ريف دمشق)
الناصرية قرية سوريّة تتبع إداريًّا لمحافظة ريف دمشق منطقة القطيفة ناحية جيرود، إحدى قرى ريف دمشق الشمالي الشرقي أو ما يعرف بالقلمون الشرقي وتقع بين نهاية المرتفعات الجبلية لسلسلة جبال القلمون وبداية المرتفعات الجبلية لسلسلة الجبال التدمرية أو جبال بادية الشام، ويتبع لها كل من قرية العطنة وتجمع المنصورة ومساكن الناصرية العسكرية ومساكن الفرقة 14 العسكرية. وتبعد عن مدينة دمشق 80 كم باتجاه الشمال وتبعد عن مدينة جيرود 10 كم وهي آخر قرية تصادفها على الطريق المؤدية للقريتين، تدمر و القريتين مدينة تابعة لمحافظة حمص على بعد 90 كم منها. بلغ تعداد سكان الناصرية 8,427 نسمة حسب التعداد السكاني لعام 2004.

## حدود قرية الناصرية
من الشمال سلسلة جبال القلمون، ومن الجنوب سلسلة الجبال التدمرية، ومن الغرب قرية العطنة من الشرق بادية الشام، ومن الشمال الشرقي قرية المنصورة التي تضم عشائر بدوية استوطنت فيها في الثمانينات من القرن الماضي بعد إصدار بتوطين البدو. وبجوار القرية العديد من القطع والثكنات العسكرية وفيها مطار الناصرية العسكري.

## تاريخيًا
الناصرية لم يذكر اسمها صراحة في كتب التاريخ حيث كانت عبارة عن منطقة كثيفة الخضرة والشجر وهي مزارع تابعة لمدينة جيرود، سكنها الرومان قديمًا ويدل على ذلك آثار القنوات الرومانية والطريق الحربية المارة منها إلى تدمر، وهي طريق الخانات المشهورة بين مدينتي تدمر وحمص من جهة ودمشق من جهة أخرى ومنها خان الناصرية وخان الجلاجل وخان الأبيض. ويحفظ التاريخ للمنطقة مراحل هادئة في حقب شهدت حروبا مصيرية، فبعد تحرير القدس من الصليبيين على يد صلاح الدين الأيوبي بدأ تعريب القلمون في مطلع القرن الثالث عشر الميلادي في المناطق المنفتحة على البادية في الشمال والشرق.
ظل القلمون بشكل عام جزيرة مسيحية آرامية سريانية حتى نهاية فترة الحروب الصليبية، وكان عمادها الثقافي والروحي والاجتماعي، مؤسسات الأديرة العديدة التي أنشئت في المنطقة في العهد البيزنطي. وفي العصور الحديثة وبسبب الموقع المتوسط تعزز انفتاح القلمون على ما حولها، بين شمالي بلاد الشام وجنوبيها في جميع الميادين.
وفي العهد العثماني سكنها الأكراد حيث تشير المصادر التاريخية إلى أنها كانت من الأملاك السنية للسلطان العثماني محمد الثالث ثم آلت إلى السلطان عبد الحميد وهو الذي أمر بإنشائها كبلدة مسكونة والمؤكد أنها عمرت أواخر القرن التاسع عشر حوالي عام 1880م بمجتمع سكاني لكن الأكراد لم يستطيعوا الإستقرار فيها لرغبة الأغوات في جيرود في إبعادهم لعدم مزاحمتهم في استثمار هذه المزرعة من ناحية وحتى يتسنى للباشا الجيرودي إسكان عائلات فيها كانت تنازعه وتؤرقه فدفعهم إلى خط الدفاع الأول عن ملكيته ضد الغزاة البدو. وبسبب وفرة الماء وخصوبة الأرض سكن الناصرية مستثمرون من البلدات والمدن والقرى القريبة والبعيدة غالبيتهم من جيرود والعطنة والنبك ويبرود ورأس العين ودوما والقريتين والسخنة مما انعكس على العادات والتقاليد والأعراف والموروث والمكتسب. ويختلف في أصل التسمية فبعض المعمرين يعزون التسمية إلى أحد القادة الأيوبيين أو المماليك يسمى "ناصر الدين" والأرجح أن التسمية نسبة إلى الدير المتواجد جنوب غرب القرية ويعرف "دير ناصر" وأستطاع أهل جيرود طرد الأكراد منها وجعلوها مزارع تابعة للمدينة وبدأت بعدها بعض العائلات الجيرودية بالاستقرار في هذه المنطقة وفي فترة لاحقة أتت إليها بعض العائلات من خارج جيرود "كما ذكرنا سابقًا" واستقرت بها إلى يومنا هذا، أما عن بدايات الوجود الإنساني في هذه المنطقة فقد دلّت الآثار المكتشفة من قبل البعثة الفرنسية للتنقيب عام 1981 م أن بدء وجود الإنسان في هذه المنطقة يعود إلى الفترة الممتدة من 12 إلى 10 آلاف سنة قبل الميلاد أي إلى المرحلة النطوفية، ودلّت الآثار المكتشفة عام 1981 م إن الإنسان القديم في المنطقة عرف الزراعة منذ الألف السادسة قبل الميلاد، ثم تعرضت المنطقة لموجات الشعوب السامية من آراميين وحثيين وفينيقيين، وكما تعرضت لغزوات الشعوب الأخرى كاليونانيين والرومان منذ عام (46)ق م، ثم الفتح العربي الإسلامي عام (635)م حيث تم تحويل طريق التجارة (طريق الحرير) المارّ من تدمر ـ القريتين ـ الناصرية ـ العطنة ـ جيرود ـ وباتجاه دمشق إلى الطريق الحالية المارة من دمشق ـ القطيفة ـ النبك ـ مما أدى إلى تحول النشاط السكاني نحو الزراعة بشكل مباشر بدل التجارة وحراسة القوافل كما كانت المنطقة مصيفا لإمراء بني أمية ولصيد(حمر الوحش ـ الغزال ـ الأرانب) في جبل الدخان
ثم تعرضت المنطقة كباقي المناطق السورية للاحتلال العثماني(1516 ـ1918) وأصبحت تحت قيادة الأمير فيصل (1918 ـ1920)م حيث خضعت للاحتلال الأوربي الفرنسي واستمر حتى الاستقلال وخروج آخر جندي من سوريا الحالية في 17نيسان 1946 وقد كان للمنطقة دور بارز في الثورات السورية ضد المحتلين وفي أكثر من موقع مع القائد سعيد العاص كمعركة معلولا وعيون العلق وغيرها وقدّمت العديد من الشهداء خلال تلك الحقب، وقد اشتهرت بالعنب والخضار وخاصة العنب الدوماني والبطاطا، وكثرة القنوات الجارية ومن أن أدق ما قيل فيها عندما غادرها الأكراد " عجاج الناصرية ولا ربيع الجولان " مما يدل على غنى إنتاجها ووفرة مياهها، وبدراسة مخطط سير رحلات الملكة زنوبيا ملكة تدمر، يظهر بأنها كانت تقضي أيامًا في هذه المنطقة في طريقها إلى يبرود، حيث كانت الناصرية مجاورة لأحد فروع طريق الحرير التجاري التاريخي وقريبة من خان العروس (العطنة) التي كانت محطة استراحة على تلك الطريق
وفي مخطط سير رحلة الصحابي المسلم خالد بن الوليد عندما أتى من العراق لنصرة الجند في الشام بطريق مختصرة عبر البادية يظهر جليًا بأن هذه المنطقة كانت أول محطة استراحة للطعام والماء بعد عبور البادية المجهدة، 
يرجح سبب تسميتها إلى كثرة المناصر (المناصر هي جداول الماء) وقنوات الماء فيها، والمقولة الأخرى تقول أنها سميت الناصرية نسبة لقصر كان موجود بها لناصر الدين الأيوبي حيث يذكر شيوخ القرية بعض الذكريات عن أطلال لقصر قديم كان موجود في منطقة مزارع المجنونة التي امتد عليها التصحر من بادية الشام. 

## الموقع الجغرافي والمناخ
تعتبر قرية الناصرية واحدة من قرى القلمون التحتاني (الشرقي) ومنها قرية المنصورة والعطنة ومدينة جيرود ومدينة الرحيبة وبلدة المعضمية ومدينة القطيفة
المناخ جيد بأغلب أوقات السنة باستثناء فترات الرياح الموسمية والتي عادة ما تضرب البلدة محمّلة بالغبار والأتربة القادمة من منطقة الطعوس وهي منطقة كثبان رملية بيضاء اللون مجاورة لسبخة الملاحة في ميدنة جيرود والملاحة هي أرض منبسطة كبيرة المساحة ذات تربة ملحية كانت تصب بها المجاري والجداول فيما سبق ويستخرج منها الملح من قبل سكان المناطق المجاورة.
فقرية الناصرية معروفة برياحها الغربية الجنوبية الشديدة وما لفت النظر مؤخرًا ازدياد شدة الرياح واستمرارها لأيام طويلة ما يؤدي لأضرار كبيرة على صحة الناس وعلى كل المنشآت الحكومية والمنازل والطرقات ووصل الأمر إلى إغلاق المدارس.
وتم الخروج باستنتاجات لهذه الظاهرة الخطيرة منها.. أن القرية مصنفة من ضمن مناطق الاستقرار الخامسة وخارج خط الأمطار ما أدى إلى ازدياد المساحات المتصحرة، كما أن موقع القرية من الجهة الشرقية يجعلها في مهب الرياح الغربية الشديدة والمحملة بالشوائب والأتربة نتيجة عبور الشاحنات الثقيلة الخاصة بالشركة العامة للرخام والاسفلت وبأكثر من أربعين طريقًا عشوائيًا في العقارات الخاصة والعامة وصولًا إلى مقلع رمل الجص الواقع جنوب غرب القرية وهذا يعني تفتيت وطحن التربة وبالتالي تصبح مهيّأة للزحف بالراحة.
ويضاف إلى ذلك زيادة المساحات المتصحرة شرق جيرود وضمن حدودها الإدارية حيث تبدأ العاصفة والرياح من هناك، وهناك أيضًا موقع مكب القمامة العشوائي المنتشر على مساحات واسعة ما يؤدي إلى تناثر النفايات والأكياس، 
في الشتاء يتشكل السقيع أحيانا، وفي الصيف نهارًا الجو مقبول معتدل في الليل، وما زالت القرية تحافظ على الغطاء النباتي في مزارع الناصرية في القسم العلوي تعتمد على الآبار السطحية المستخرجة بالكهرباء، هناك العديد من المزارع الكبيرة مثل مزرعة الساعور الدومانية، والتي تقدر مساحتها ب250 ألف متر مربع، ومزرعة أبو عارف خضرة والتي تشتهر بعنبها وإجاصها، بالإضافة إلى مزارع عائلة غزال الممتدة على محيط القرية، ومزارع آل حمزة المتميزة بتنضيمها، وفي القسم الشرقي أو التحتاني حسب الدراج بلهجة أهل القرية فما زال هناك عدة مزارع تقاوم الظروف من جفاف وغبار وقلة الوقود كمزرعة عزيز غزال وطعان خضرة وهبوب غزال، تزرع القمح والخضار الصيفية، والجدير بالذكر بأن المنطقة التحتانية كانت منطقة كثيفة الشجر والنبات وتشتهر بزراعة البطاطا والعنب في خمسينيات القرن الماضي، قبل أن تُصاب بموجة الجفاف الخانقة اللتي تعانيها المنطقة. 	المصدر حسب صحيفة تشرين السورية.

## اللهجات واللغة المحكية
يتحدث أهلها اللغة العربية فقط ولهجة أهل المنطقة تعتمد على إمالة الحروف وكسرها وتأنيث المذكر المنادى وإضافة حرف "هـ" للمؤنث عند تأنيثه وقديمًا كانت اللغة السريانية الآرامية قد سادت وانتشرت على شعوب المنطقة بدءًا من حدود مصر ونهاية بحدود أندونيسيا واليابان بما فيها بلاد الشام والهلال الخصيب منذ أكثر من ألفي سنة قبل الميلاد، وكانت لغة الدبلوماسية الدولية والتجارة والفكر، واستمرت كذلك لغةً رسميةً حتى بداية العهد الأموي. ولا زال سكان قرى (جبعدين ومعلولا وبخعة وصيدنايا...) ينطقون بها حتى اليوم.
ويؤكد العالمان (هنري لامانس) و(فيليب حتِّي) بأن اللغة السريانية الآرامية لم يجارِها في الاتساع والانتشار عصرئذٍ، لغة أخرى إلا الإنكليزية في عهدنا.
كما يُؤكِّدان بأنه بين العربية والسريانية الآرامية (أَلْبومٌ) مُشترك من الكلمات ذات المعنى الواحد، فهناك آلاف من التسميات السريانية في مجالات متعددة مثل(مُدُن، قُرى، جبال، أنهار، حقول، ينابيع) لا زالت تشهد على ديمومة السريانية في لبنان وسوريا وما بين النهرين والأردن وفلسطين. وكذلك آلاف من أسماء وأوصاف الأشياء والتي يستخدمها أهل الناصرية إلى يومنا هذا مثل:
شوب =(حَرْ)، مليح =(جيد)، شِرشْ =(جذر)، زبون =(مشتري)، مَيْ =(ماء)، 
إيد =(يَدْ) كرش =(بطن)،...الخ.
وكذلك أسماء الشهور حيث ما زلنا حتى اليوم نستخدم نفس أسماء الأشهر الآرامية في تأريخنا الزمني مثل: حزيران – تموز- آب- أيلول- شباط- آذار -... هذا ناهيك عن العلاقة الجذرية والأصيلة بين الحروف الأبجدية للّلغة العربية واللغة الآرامية.

## عادات أهالي القرية وعملهم
تاريخيًا كان يعمل الأهالي بالتجارة وحراسة القوافل عندما كانت المنطقة ممرًا وطريقًا لأشهر القوافل التجارية في العالم وبعد ذلك بدأ سكانها يعملون في الزراعة وتربية المواشي واشتهروا في زراعة البطاطا والعنب والخضروات والمشمش والزيتون وبعض الصناعات الخفيفة مثل صناعات القلي والشنان والدبس وقد فرض الدولة ضرائب على هذه الصناعات نظرًا لانتشارها وشهرة المنطقة بها بالإضافة لصناعة أجران القهوة وأجران الحجر وبعض الصناعات الجلدية والأحذية، ومن المهن النسائية كان العجن والخبز على التنور منظر سائد بشكل يومي بالإضافة لغزل الصوف والوبر وكانت النساء تساعد بما يمثل 50 بالمائة من الأعمال الزراعية بالأضافة لتربية الحيوانات المدجنة والمواشي من أبقار وأغنام وخيول. وكانت غالبية نساء الفلاحين يحملْن الثياب الملابس المتسخة والأواني المنزلية التي هي بحاجة إلى تنظيف، كُنَّ يحملْنَها مع أدوات التنظيف كمسحوق
الأشنان والقِلي، والمخباط الخشبي على رؤوسهن ويتوجهن بها إلى مجرى
القناة العامة لغسلها وتنظيفها. وهناك على ضفة النهر، تأخذ كل منهن موضعًا
لها وتشرع بغطِّ الثياب بالماء ثم تنشلها منه لتضع بين طياتها مسحوق
الأشنان ثم تضعها على سطح (البلاطة) الحجرية وتأخذ بالخبط عليها برهة
من الزمن ثم تغطها بماء النهر ثانيةً، وهكذا دواليك حتى تتأكد من نظافتها.
وما إن كانت تُنهي عملها هذا إلاَّ وقد تزودت أيضًا، من صويحباتها بأخبار
الصبايا والشباب وبأخبار الحُبالى والوالدات.
وكانت النساء والرجال تقضي فصل الصيف بإعداد المونة لبقية أيام السنة حيث لازرع ولا غذاء، فيبدأ بصناعة البرغل بسلقه وجرشه ومعك الكشك وصناعة المكدوس والمربيات وتجفيف الفاصوليا والبامية والبصل والثوم وقبل اختراع أجهزة التبريد كان أهل الناصرية يجففون اللحم بعد تقديده لاستخدامه فيما بعد.
ومن أشهر مأكولاتهم والتي بقي بعضاً منها ليومنا هذا: الكبة دق والكبة حيلة والطقطوق بخل واليبرق والدبس والهريسة والبرغل الذي يعد أكلة أساسية في غذاء الفلاحين تُصنع من القمح المجروش بعد سلقه وذلك بوضعه في الماء وسلقهِ مرة أخرى مع اللحمة المقلية بشطحات البصل أو يطبخ بدون لَحمٍ وبعدئذٍ، يوضع البصل المقلي بالزيت على وجه الصحن.
أما بعد انخفاض مستوى المياه الجوفية مع ندرة الأمطار تحولت المنطقة إلى جفاف واضح وهجر أهلها الزراعة وانصرفوا إلى أعمال أخرى من أهمها التجارة والوظائف والمحلات التجارية والهجرة إلى بلاد الخليج العربي وغيرها من الدول التي يمكن أن يحصل فيها أولئك دخلا أكبر، وعندما حطّت الحرب السورية الثقيلة رحالها في 2011 بدأت العديد من العائلات مغادرة القرية فمنهم من استقر في مدن القلمون الكبرى طمعًا بالعمل وتحقيق الدخل ومنهم الكثير سافر إلى كل من السعودية ومصر ولبنان وتركيا ثم في منتصف عام 2015 هاجر العديد من شباب القرية إلى الدول الأوربية وخاصة ألمانيا والجدير بالذكر أن أكبر تجمع للجالية الناصراوية في المغترب هو في مدينة الرياض حيث يقييم الكثير من العائلات والأفراد مثل آل الفرخ ، بيت عيسى، بيت الزير، بيت حيدر، بيت هلال، بيت ضامن، بيت جبارة، بيت دياب، بيت المنا، بيت خضرة، بيت بدوية، بيت غزال، بيت خشفة، بيت عبد الدائم، بيت الشيخ عمر، بيت الدنف، بيت دحدوح، بيت زوال، بيت شخيتر، بيت المطلق، بيت سليمان، بيت برقة، بيت التركمان، بيت سمور، بيت غرة، بيت سلمان، بيت مصطفى، بيت الدبس، بيت عبد العال، بيت واوي
- حسب المقيمين هناك*